# Морзано (Порденоне)
Морзано је насеље у Италији у округу Порденоне, региону Фурланија-Јулијска крајина.
Према процени из 2011. у насељу је живело 1478 становника. Насеље се налази на надморској висини од 15 м.